# 陈长寿 (1957年)
陳長壽，男，福建安溪县人、中國大陸政治、军事人物，中共黨员，中國人民解放軍少將，退役軍人。
歷任湖南省军區參谋長、湛江军分區司令員、汕头警备区副司令员、廣東省軍區參謀長等職務。